# ルルリ・ラ・ルラ
『ルルリ・ラ・ルラ』は、1998年2月20日に日本電気ホームエレクトロニクスからPC-FX用ソフトとして発売されたアニメチックアクションゲームである。

## 登場キャラクター
アクシード
声 - 檜山修之

レイナス
声 - 赤土眞弓

ピッケ
声 - 一条和也

フォー
声 - 佐久間レイ

スコット
声 - 子安武人

ジュニャ
声 - 大谷育江

ポジトロ
声 - 飯塚昭三

チルチル
声 - 白鳥由里

ベクトル
声 - 菅原正志

## 主題歌
「ばらばらパーティー」
作詞：たいにゃん、羊男／作曲・編曲：天谷真一／歌：赤土眞弓、大谷育江

## スタッフ
- 企画：TINYAN
- プロデューサー・ディレクター：増谷正夫
- シナリオ・ゲームデザイン：たいにゃん
- キャラクターデザイン：紗夢猫
- アニメーション監督／絵コンテ：葛西直行
- 演出：葛西直行、下司泰弘
- 作画監督：一川孝久
- 色彩設計／色指定：酒井美晴
- 特殊効果：阿部和恵
- 美術監督：武藤政敏
- 撮影監督：森下成一
- リスワーク：マキプロ
- 現像：東京現像所
- 制作進行：比留川渉
- プロデューサー：亀山泰夫（NAS）、茂垣弘道（スタジオ・コメット）
- アニメーション制作：スタジオ・コメット
- 録音演出：若林和弘
- 調整：熊倉亨
- 効果：Mc2 Sound Design、土門典彰、柳田敬大
- 録音スタジオ：東京テレビセンター、OPレクイエムスタジオ
- 録音制作：オムニバスプロモーション
- レコーディングディレクター：小関芳明
- 収録スタジオ：CoCoスタジオ
- プログラム：たいにゃん
- グラフィック：フィーチャープロダクツ、河東秀一
- BGM：天谷真一
- 効果音：???
- スペシャルサンクス：飯坂篤、内村美雅子、金子芳子、高垣信宏、徳永佳子、福川悟郎、橋本博忠、峰岸早苗
- スーパーバイザー：安田清明、竹内政夫
- エグゼクティブプロデューサー：本庄中
- 製作・著作：日本電気ホームエレクトロニクス株式会社